# Scorpion (àlbum)
Scorpion és un album de cara doble creat per el raper canadenc Drake. Es va estrenar el 29 de juny del 2018, i va causar un impacte immens dins de la indústria de la música. Aquesta obra musical va marcar un punt d'inflexió en la carrera de Drake.
El primer disc és principalment hip hop, i el segon ha sigut “classificat” com a R&B i pop, i va ser produït per el mateix raper.
L'àlbum té algunes cançons amb col·laboracions amb altres artistes com per exemple Jay-Z o Ty Dolla Sign.

## Temes i producció
L’àlbum de Drake tracta temes que han estat habituals durant la seva carrera, els quals són: relacions amoroses i presumir del seu “ascens”, en una trajectòria ascendent des de “l’anonimat” fins a ser una figura reconeguda en el món de la música.
La producció té varietat de gèneres, alguns diversos com el soul, el R&B, pop, l'electrònica i el trap, a part d’alguns subgèneres d’aquests com el “quiet storm”
Scorpion va tenir el suport dels senzills "God's Plan", "Nice for What", "I'm Upset", "Don't Matter to Me", "In My Feelings", "Nonstop" i "Mob Ties". Els set senzills van arribar als vint primers del Billboard Hot 100 dels EUA, i tres d'ells van arribar al número u: "God's Plan", "Nice for What" i "In My Feelings". En el seu primer dia de llançament, El disc va batre el rècord global d'un dia de reproducció d'àlbums de Spotify amb 132,45 milions de reproduccions. També va batre el rècord d'Apple Music d'un dia amb 170 milions de reproduccions, trencant el rècord del propi Drake amb More Life, va ser el cantant més escoltat a spotify al 2018
Scorpion va rebre algunes crítiques, però també elogis a la qualitat de les cançons. Tot i així, va tenir un bon impacte comercial, debutant a la part superior del Billboard 200 dels EUA amb 732.000 unitats equivalents a àlbums, de les quals 160.000 provenien de vendes pures. A partir de gener de 2019, Scorpion va ser nominat cinc vegades platí per la Recording Industry Association of America. L'àlbum va rebre cinc nominacions als premis Grammy 2019, inclòs l'Àlbum de l'any, i "God's Plan" va guanyar la millor cançó de rap. L'àlbum també va guanyar a Drake un segon àlbum Top Billboard 200 de la seva carrera als Billboard Music Awards 2019, entre altres premis.

## Estrena i promoció
El 19 de gener de 2018, Drake va llançar l'obra ampliada de dues pistes Scary Hours. Incloïa els senzills "Diplomatic Immunity" i "God's Plan", l'últim dels quals va servir com a single principal a Scorpion després de debutar al número u del Billboard Hot 100 dels Estats Units. Després d'això, Drake va llançar el segon senzill de l'àlbum "Nice for What" el 6 d'abril, que també va ocupar la mateixa posició. El 26 de maig es va llançar el tercer senzill "I'm Upset". El 6 de juliol, la cançó "Don't Matter to Me" va ser enviada a la ràdio contemporània britànica com el quart senzill de l'àlbum. El 10 de juliol, la cançó "In My Feelings" va ser enviada a la ràdio rítmica i contemporània dels Estats Units com el cinquè senzill de l'àlbum. Més tard, la cançó es va convertir en la tercera cançó de l'àlbum en arribar al número u al Billboard Hot 100 dels Estats Units. "Nonstop" va ser llançat a la ràdio rítmica als EUA com el sisè senzill de l'àlbum el 31 de juliol."Mob Ties" es va llançar a l'aire contemporània urbana als EUA com el setè senzill de l'àlbum el 6 de gener de 2019.
El 12 d’agost de 2018 en drake comença una gira anomemada Aubrey and the three Amigos. La qual la feia amb col·laboració del grup de música Migos.
Aquesta gira va tenir un total de 54 actuacions en 24 ciutats diferents dels Estats Units i Canadà

## Rebuda de l'àlbum i crítica
Les crítiques van ser molt diverses, n’hi va haver tant de positives com de negatives.
Metacritic, és una coneguda web en la que es dona valoracions, i també serveix com fòrum per donar opinions, en aquesta web, Scorpion va rebre un 67/100. El famós diari the telegraph, va dir textualment (traduït de l'anglès) “Els 90 minuts més entretinguts que pots passar amb un raper miserable” la puntuació va ser de un 4.5/5. Los Angeles times també van fer un article al respecte, ells comenten que Drake “està cansat” en aquest album, però que tot i així, és un artista meravellós. El article també fa referència a que Drake va amagar que tenía un fill durant un temps i que per això estava tan cansat. Popmatters és una reconeguda web dels Estats Units la qual va valorar l’àlbum de Drake, el títol de la crítica és: “Drake s’allarga amb Scorpion, i nosaltres ens n’alegrem” fent referència a que és bastanta estona de disc i que poden disfrutar més.
La crítica del diari Independent, no és tan positiva com les anteriors, fa referència a que hi ha molt “material erràtic” i que el disc és massa llarg, també el compara amb l’àlbum anterior, views, de 2016, el qual comenta que ja va ser massa llarg amb 20 cançons i que drake s’ha accedit amb 25 cançons.
La revista Rolling Stone cita textualment "Scorpion" de Drake és indulgent, obsessiu i brillant, just el que esperàvem.
El diari The Guardian també va aportar la seva opinió i valoració, comentant la importància de les cançons Can’t take a joke i Emotionless dins de l'àlbum.

## Productors menors
- 40
- Allen Ritter
- Blaqnmild
- Boi-1da
- Capo
- Cardo
- DJ Paul
- DJ Premier
- Jahaan Sweet
- ModMax
- Murda Beatz
- No I.D.
- Nonstop da Hitman
- Oogie Mane
- Preme
- Shaun Harris
- Supah Mario
- T-Minus
- Tay Keith
- TrapMoneyBenny
- Wallis Lane
- Yung Exclusive

## Senzills afegits al disc
1. "God's Plan" Estrenat: 19 de gener de 2018
2. "Nice for What" Estrenat: 6 d’abril 2018
3. "I'm Upset" Estrenat: 26 de maig de 2018
4. "Don't Matter to Me" Estrenat: 6 de juliol 2018
5. "In My Feelings" Estrenat: 10 de juliol 2018
6. "Nonstop" Estrenat: 31 de juliol 2018
7. "Mob Ties" Estrenat: 6 de gener 2019

## Llistat de cançons
| Cara A | Títol                  |
| 1.     | "Survival"             |
| 2.     | "Nonstop"              |
| 3.     | "Elevate"              |
| 4.     | "Emotionless"          |
| 5.     | "God's Plan"           |
| 6.     | "I'm Upset"            |
| 7.     | "8 out of 10"          |
| 8.     | "Mob Ties"             |
| 9.     | "Can't Take a Joke"    |
| 10.    | "Sandra's Rose"        |
| 11.    | "Talk Up (feat. Jay-Z) |
| 12.    | "Is There More"        |

| CARA B | Títol                                            |
| 13.    | "Peak"                                           |
| 14.    | "Summer Games"                                   |
| 15.    | "Jaded"                                          |
| 16.    | "Nice for What"                                  |
| 17.    | "Finesse"                                        |
| 18.    | "Ratchet Happy Birthday"                         |
| 19.    | "That's How You Feel"                            |
| 20.    | "Blue Tint"                                      |
| 21.    | "In My Feelings"                                 |
| 22.    | "Don't Matter to Me" (feat. Michael Jackson)     |
| 23.    | "After Dark" (feat. Static Major, Ty Dolla Sign) |
| 24.    | "Final Fantasy"                                  |
| 25.    | "March 14"                                       |